# Driss Benali
Pour les articles homonymes, voir Benali.
Driss Benali est un économiste, homme politique, professeur universitaire marocain né en 1943 et mort le 3 février 2013.

## Biographie
Driss Benali fait ses études au lycée Moulay Youssef à Rabat où il obtient son Baccalauréat économique et social, en 1964. Il poursuit ses études à Grenoble où il étudie le commerce et l'expertise comptable mais décide finalement de s'orienter vers sa passion première qui était l'économie.
Ayant grandi dans un quartier de nationalistes, Driss Benali étudie en France où il devient professeur à l'université de Grenoble. Son amour pour sa patrie le pousse en 1976 à revenir au Maroc pour commencer une carrière d'économiste et de homme politique notamment à l'université Mohammed V de Rabat. Il est un militant très actif de l'Union nationale des étudiants du Maroc et rejoint les rangs du Parti du progrès et du socialisme de 1979 à 1981. Il côtoie des figures emblématiques de la résistance marocaine comme Mehdi Ben Barka, Aziz Blal et Allal Ben Abdellah. Il meurt à Marrakech le 3 février 2013 à l'âge de 69 ans.

## Distinctions
Chroniqueur, écrivain et conférencier apprécié, il fut invité par plusieurs médias à comparaître à propos de sujets d'actualités.

## Ouvrages
- « Etat et reproduction sociale au Maroc : le cas du secteur public », dans Annuaire de l'Afrique du Nord, Paris, CNRS Éditions, 1987 (lire en ligne), p. 117-131
- « Changement de Pacte social et continuité de l'ordre politique au Maroc », dans Annuaire de l'Afrique du Nord, Paris, CNRS Éditions, 1989, 1087 p. (lire en ligne), p. 51-72
- « L’État-nation à l'heure des mutations politico-économiques, ajustement économique et libération politique », dans État-nation et prospective des territoires, Paris, L' Harmattan, 1996, 350 p. (ISBN 2738444016), p. 53-78